# Moisés Alves de Pinho
Moisés Alves de Pinho, C.S.Sp. • GCC (Fiães, 17 de julho de 1883 — São Domingos de Rana, 26 de junho de 1980) foi um arcebispo da Igreja Católica português. Foi provincial da Congregação do Espírito Santo em Portugal, arcebispo de Luanda e bispo in persona episcopi de São Tomé e Príncipe.

## Biografia
Em 1899 deu entrada no antigo Seminário Missionário da Formiga (Ermesinde), onde concluiu os estudos preparatórios para, em seguida, ir para a França, para fazer o noviciado, em Chevilly, de 1904 a 1905, realizando a sua profissão na Congregação do Espírito Santo em 2 de outubro de 1905. Neste mesmo ano foi enviado para Roma, a fim de cursar a Pontifícia Universidade Gregoriana, onde se formou em filosofia e em teologia.
Foi ordenado padre em 19 de dezembro de 1908, na Basílica de São João de Latrão, em Roma, pelo cardeal-vigário Pietro Respighi.
Após a aprovação da Lei da Separação do Estado das Igrejas, durante a Primeira República Portuguesa, os bens das ordens religiosas foram expropriados. Assim, em 1919, quando Sidónio Pais restabelece as relações portuguesas com a Santa Sé, as ordens religiosas puderam retomar suas atividades. Dessa forma, Moisés Alves de Pinho retorna da França e é feito provincial dos Espiritanos em Portugal.
Seu trabalho passa pela criação de comunidades de formação e seminários, como a Quinta do Charqueiro, a Quinta do Fraião e o Seminário Maior de Viana do Castelo. Em 1930 foram ordenados em Viana do Castelo os primeiros sacerdotes desta nova fase da Congregação em Portugal. Em 1931, criou a ordem das "Missionárias Reparadoras do Sagrado Coração de Jesus".
Após essa retomada das atividades dos Espiritanos, em 7 de abril de 1932 foi nomeado pelo Papa Pio XI como bispo de Angola e Congo, deixando o cargo de provincial. Em 17 de julho do mesmo ano, foi sagrado em Viana do Castelo pelo bispo Louis Le Hunsec, C.S.Sp., superior-geral dos Espiritanos, tendo como co-sagrantes Dom João Evangelista de Lima Vidal, arcebispo-bispo de Vila Real e Dom José Alves Correia da Silva, bispo de Leiria.
Partiu para Angola em 8 de outubro de 1932 e chegou a Luanda em 23 de outubro, tomando posse no dia seguinte. Na recepção compareceu o Governador Geral da Colônia Eduardo Ferreira Viana, as restantes autoridades civis e militares, todo o clero da cidade e muitos missionários do interior.
Em agosto de 1938, foi condecorado com a Grã-Cruz da Ordem Militar de Cristo, pelo presidente Óscar Carmona, em Luanda.
Com a elevação da Diocese de Angola e Congo para arquidiocese metropolitana, com o novo nome de Arquidiocese de Luanda, pela bula Sollemnibus Conventionibus do Papa Pio XII, Dom Moisés Alves de Pinho torna-se arcebispo, em 4 de setembro de 1940. Em 18 de janeiro de 1941, foi nomeado bispo in persona episcopi de São Tomé e Príncipe, exercendo sua prelazia em Luanda. Durante seu período na África, fundou o período católico "O Apostolado".
Acabou por resignar-se de ambas dioceses em 17 de novembro de 1966, com 83 anos de idade, ao passo que foi nomeado arcebispo titular de Perdices e retornou para Portugal. Em 29 de janeiro de 1971, decide retornar a Luanda, resignando de seu título arquiepiscopal.
Estando de férias em Portugal, faleceu em São Domingos de Rana, na Torre d'Aguilha, em 26 de junho de 1980, sendo enterrado em Fiães. Em 20 de outubro de 1999, cumprindo o seu desejo, seus restos foram transladados para a Catedral de Luanda.